# Inazawa
Inazawa (jap. 稲沢市 Inazawa-shi) – miasto w Japonii, w prefekturze Aichi, na wyspie Honsiu.

## Historia
1 kwietnia 1889 roku w powiecie Nakashima została utworzona miejscowość Inazawa. 10 maja 1906 roku powiększyła się o wioski Ichiji, Kōnomiya, Yamagata, Orizumu (下津村) i części wiosek Ōe, Nakashima i Inaho (z powiatu Nakashima). 15 kwietnia 1955 roku miejscowość powiększyła się o teren wiosek Meiji, Chiyoda i Ōsato (z powiatu Nakashima).
1 listopada 1958 roku Inazawa zdobyła status miasta. 1 kwietnia 2005 roku miasto powiększyło się o miejscowości Sobue i Heiwa (z powiatu Nakashima).

## Położenie
Miasto leży w zachodniej części prefektury nad rzeką Kiso. Graniczy z miastami:
- Aisai
- Ama
- Ichinomiya
- Kitanagoya
- Kiyosu
- Tsushima

## Edukacja
- Aichi Bunkyo Women's College
- Nagoya Bunri University

## Populacja
Zmiany w populacji Inazawy  w latach 1970–2015:
| Rok  | Populacja |
| ---- | --------- |
| 1970 | 110 629   |
| 1975 | 122 573   |
| 1980 | 126 023   |
| 1985 | 130 598   |
| 1990 | 132 483   |
| 1995 | 135 080   |
| 2000 | 136 938   |
| 2005 | 136 965   |
| 2010 | 136 358   |
| 2015 | 136 867   |